# Oak Creek (Colorado)
Oak Creek es un pueblo ubicado en el condado de Routt en el estado estadounidense de Colorado. En el Censo de 2010 tenía una población de 884 habitantes y una densidad poblacional de 992,19 personas por km².

## Geografía
Oak Creek se encuentra ubicado en las coordenadas 40°16′26″N 106°57′26″O / 40.27389, -106.95722. Según la Oficina del Censo de los Estados Unidos, Oak Creek tiene una superficie total de 0.89 km², de la cual 0.89 km² corresponden a tierra firme y (0%) 0 km² es agua.

## Demografía
Según el censo de 2010, había 884 personas residiendo en Oak Creek. La densidad de población era de 992,19 hab./km². De los 884 habitantes, Oak Creek estaba compuesto por el 90.38% blancos, el 0.79% eran afroamericanos, el 3.17% eran amerindios, el 0.68% eran asiáticos, el 0% eran isleños del Pacífico, el 2.49% eran de otras razas y el 2.49% pertenecían a dos o más razas. Del total de la población el 10.41% eran hispanos o latinos de cualquier raza.